# Weltladen-Dachverband
Der Weltladen-Dachverband e.V. ist die bundesweite Interessenvertretung von Weltläden in Deutschland. Er ist 1998 aus der Vorgängerorganisation AG3WL (Arbeitsgemeinschaft der Dritte-Welt-Läden, gegründet 1975) hervorgegangen. Der Weltladen-Dachverband e.V. ist Mitglied des Forum Fairer Handel e.V. und Mitglied der World Fair Trade Organization. Der Verein ist im Vereinsregister in Frankfurt am Main eingetragen; die Geschäftsstelle befindet sich in Mainz.

## Ziele und Aufgaben
Der Weltladen-Dachverband ist eine Organisation des Fairen Handels in Deutschland. Seine Arbeit ist darauf ausgerichtet, Weltläden in den Bereichen Grundsatz, Marketing/Öffentlichkeitsarbeit, Bildung, Qualifizierung und politische Arbeit zu unterstützen und die Glaubwürdigkeit des Fairen Handels der Weltläden abzusichern. Darüber hinaus engagiert er sich in Zusammenarbeit mit anderen Organisationen auf nationaler und internationaler Ebene für die Weiterentwicklung des Fairen Handels. Die inhaltliche Grundlage der Arbeit des Weltladen-Dachverbandes bilden die zehn Prinzipien des Fairen Handels der World Fair Trade Organization.
Die wichtigsten Arbeitsbereiche des Weltladen-Dachverbandes:
- Seit 2012 richtet der Weltladen-Dachverband jährlich die Weltladen-Fachtage in Bad Hersfeld aus. Mit rund 500 Besuchern sind die Weltladen-Fachtage das bundesweit größte Treffen von Weltläden und Organisationen, die sich zu 100 % dem Fairen Handel verschrieben haben.[5]
- Der Weltladen-Dachverband bietet Fortbildungsseminare für die zumeist ehrenamtlich arbeitenden Weltladen-Mitarbeiter an. Ein Schwerpunkt sind dabei Qualifizierungen zur Bildungsarbeit zu Themen des Globalen Lernens sowie die Entwicklung von Angeboten für junge Menschen.[6]
- Im Rahmen seiner politischen Arbeit entwickelt der Weltladen-Dachverband politische Forderungen, die er über die Weltläden jährlich am Weltladentag (2. Samstag im Mai) an die Öffentlichkeit kommuniziert.[7]
- Er überprüft potentielle Lieferanten für die Weltläden auf der Basis der Konvention der Weltläden. Anbieter, die die Kriterien erfüllen und vom Weltladen-Dachverband anerkannt werden, werden in den Lieferantenkatalog     aufgenommen und den Weltläden als Einkaufsquelle empfohlen.[8][9]
- Zur Absicherung der Glaubwürdigkeit der Weltläden erstellt der Weltladen-Dachverband das Regelwerk für ihre Arbeit und entwickelt es ständig weiter. Es ist in der Konvention der Weltläden[10] festgehalten. Die Einhaltung der Kriterien überprüft der Weltladen-Dachverband durch ein regelmäßiges Monitoring seiner Mitglieder.[11]
- Gemeinsam mit dem Forum Fairer Handel e.V. und Fairtrade Deutschland e.V. veranstaltet der Weltladen-Dachverband e.V. jedes Jahr im September die bundesweite Faire Woche.[12]
- Seit 2014 gibt der Weltladen-Dachverband mehrmals im Jahr ein Kundenmagazin heraus, mit dem Weltläden ihre Kunden über neue Produkte, Hintergründe und neue Entwicklungen im Fairen Handel informieren.
- 2022 hat der Weltladen-Dachverband ein bundesweites Gutschein-System ins Leben gerufen, an dem sich rund 100 Weltläden beteiligen. Zum Betrieb des Gutschein-Systems hat der Weltladen-Dachverband die Weltladen Service GmbH als 100 %ige Tochter gegründet.[13]

## Struktur und Organisation
Der Weltladen-Dachverband ist ein eingetragener, gemeinnütziger Verein, der von rund 475 Weltläden und Weltgruppen getragen wird. Die inhaltliche Arbeit wird in erster Linie von den Mitarbeitenden der Geschäftsstelle verrichtet. Zu verschiedenen Themen hat der Weltladen-Dachverband Arbeitsgruppen eingesetzt, in denen sich Mitarbeitende von Weltläden inhaltlich einbringen können.
Der Weltladen-Dachverband hat ein Jahresbudget von rund 1 Mio. Euro. Die Mittel setzen sich u. a. zusammen aus Mitgliedsbeiträgen der Mitglieder, dem Erlös aus dem Verkauf der Bildungs- und Informationsmaterialien, Projektmitteln der Kooperationspartner sowie Zuschüssen, in erster Linie vom Bundesministerium für wirtschaftliche Zusammenarbeit und Entwicklung sowie den kirchlichen Hilfswerken Brot für die Welt und Misereor.